# Fi Sagittarii
Fi Sagittarii (φ Sgr / 27 Sagittarii / HD 173300) és un estel a la constel·lació del Sagitari. De magnitud aparent +3'17, és el novè punt més brillant a la seva constel·lació. Al costat de Nunki (σ Sagittarii), Askella (ζ Sagittarii) i τ Sagittarii, formava una part de la mansió lunar àrab Al Naʽām o Al Naʽāïm al Ṣādirah.

## Característiques
Fi Sagittarii és un estel blanc-blavenc de tipus espectral B8 catalogat com a gegant o subgegant. Té una temperatura efectiva de 12.100 K —13.490 K segons una altra font— i brilla amb una lluminositat 475 vegades superior a la lluminositat solar, incloent-hi la radiació emesa com a llum ultraviolada. La mesura del seu diàmetre angular —0,567 mil·lisegons d'arc— permet calcular el seu radi, 4,7 vegades més gran que el del Sol, xifra que concorda amb l'obtinguda a partir de la seva temperatura i lluminositat. La seva velocitat de rotació projectada és de 35 km/s, si bé aquesta xifra només és un límit inferior, perquè el valor real depèn de la inclinació del seu eix de rotació. Posseeix una massa entre 4 i 4,2 masses solars i la seva edat s'estima en 165 milions d'anys.
Fi Sagittarii es troba a 239 anys llum del sistema solar. Fa dos milions d'anys va estar-ne a només 152 anys llum, aconseguint la seva lluentor llavors magnitud +2,19.